# Prionopelta antillana
Prionopelta antillana es una especie de hormiga del género Prionopelta, familia Formicidae. Fue descrita científicamente por Forel en 1909.
Se distribuye por Argentina, Bolivia, Brasil, Colombia, Costa Rica, Cuba, Ecuador, Guayana Francesa, Granada, Guadalupe, Guatemala, Guyana, Honduras, México, Nicaragua, Panamá, Paraguay, Perú, Santa Lucía, San Vicente y las Granadinas, Surinam, Trinidad y Tobago, Estados Unidos y Venezuela. Se ha encontrado a elevaciones de hasta 1169 metros. Vive en microhábitats como rocas, piedras, la hojarasca y troncos podridos.